# 格德 (匈牙利)
格德是匈牙利的城鎮，位於該國北部，距離首都布達佩斯25公里，由佩斯州負責管轄，面積22.24平方公里，2011年人口18,379，其中約一半居民信奉天主教。

## 友好城市
- 法國 马里尼亚讷